# 오센코로가시

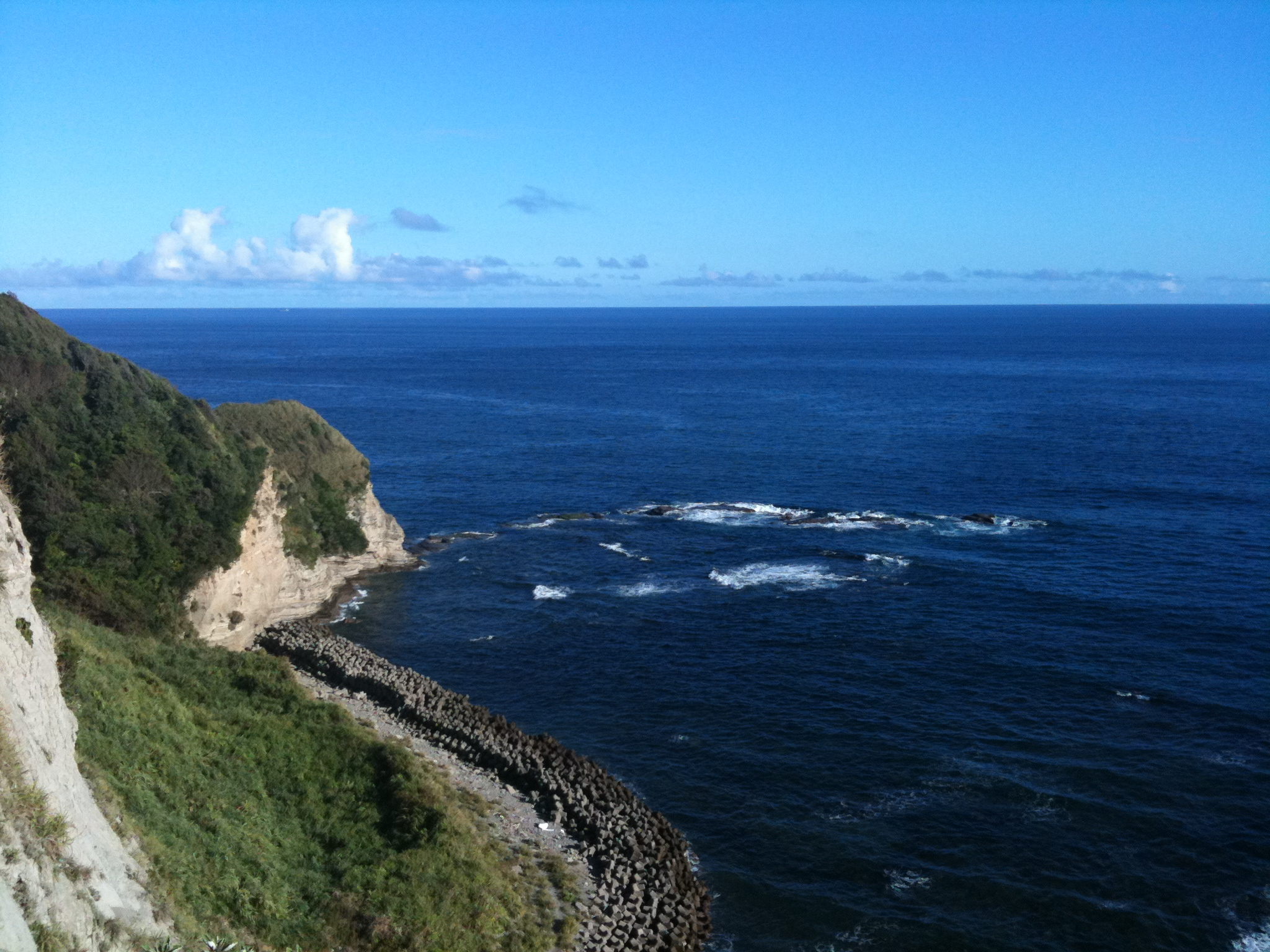

오센코로가시(일본어: おせんころがし)는 일본 지바현 가쓰우라시와 가모가와시에 걸쳐 있는 약 4km의 절벽을 가리킨다. 국도 제128호선이 예전에 이곳을 관통해 지나갔기 때문에 교통 상태가 위험했으나, 지금은 국도를 오센코로가시 터널을 뚫어 이설한 상태이다. 이 뿐만 아니라 소토보 선도 오센코로가시 부근을 지나가며, 나메카와 아일랜드 역이 오센코로가시에서 제일 가깝다.
1952년 연쇄 살인자 구리타 겐조가 일가족 3명을 살해했을 때, 피해자를 밀어 떨어뜨린 장소이다.